# Stoboru, Sălaj
Stoboru este un sat în comuna Cuzăplac din județul Sălaj, Transilvania, România.
Aici se află o exploatare de turbă, cu un ridicat conținut de sulf (7,15%).

## Imagini

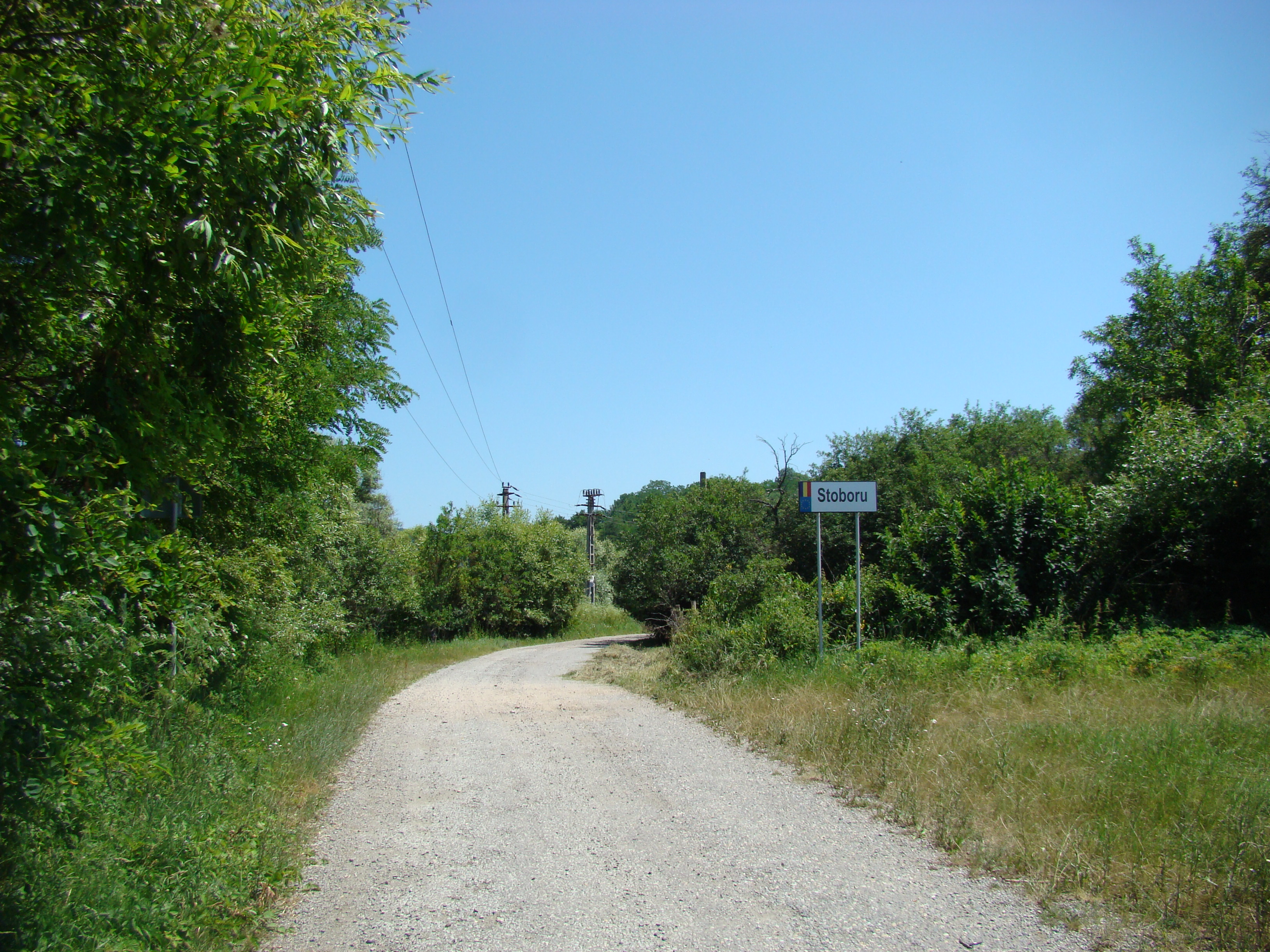

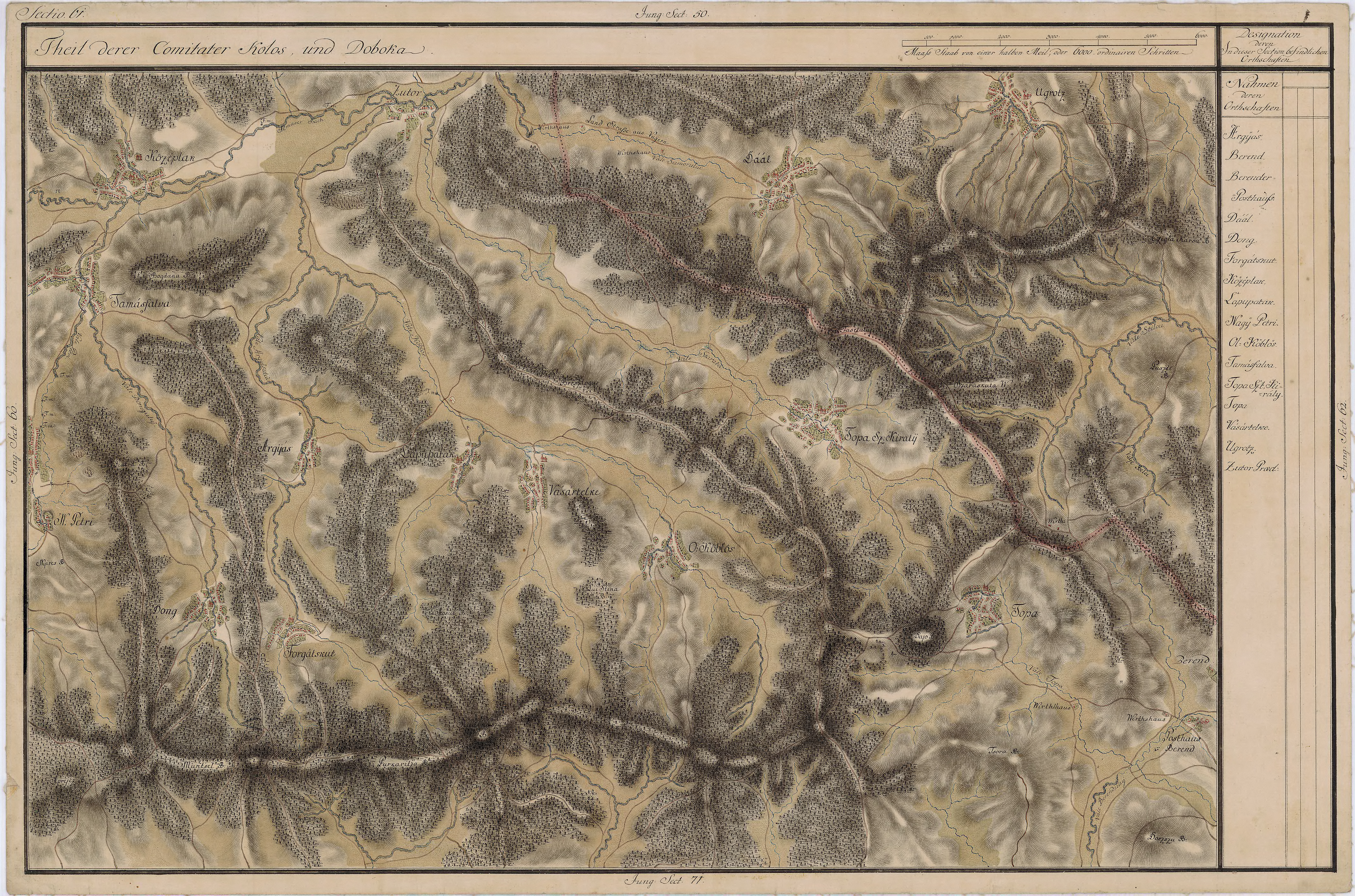
Stoboru în Harta Iosefină a Transilvaniei, 1769-1773

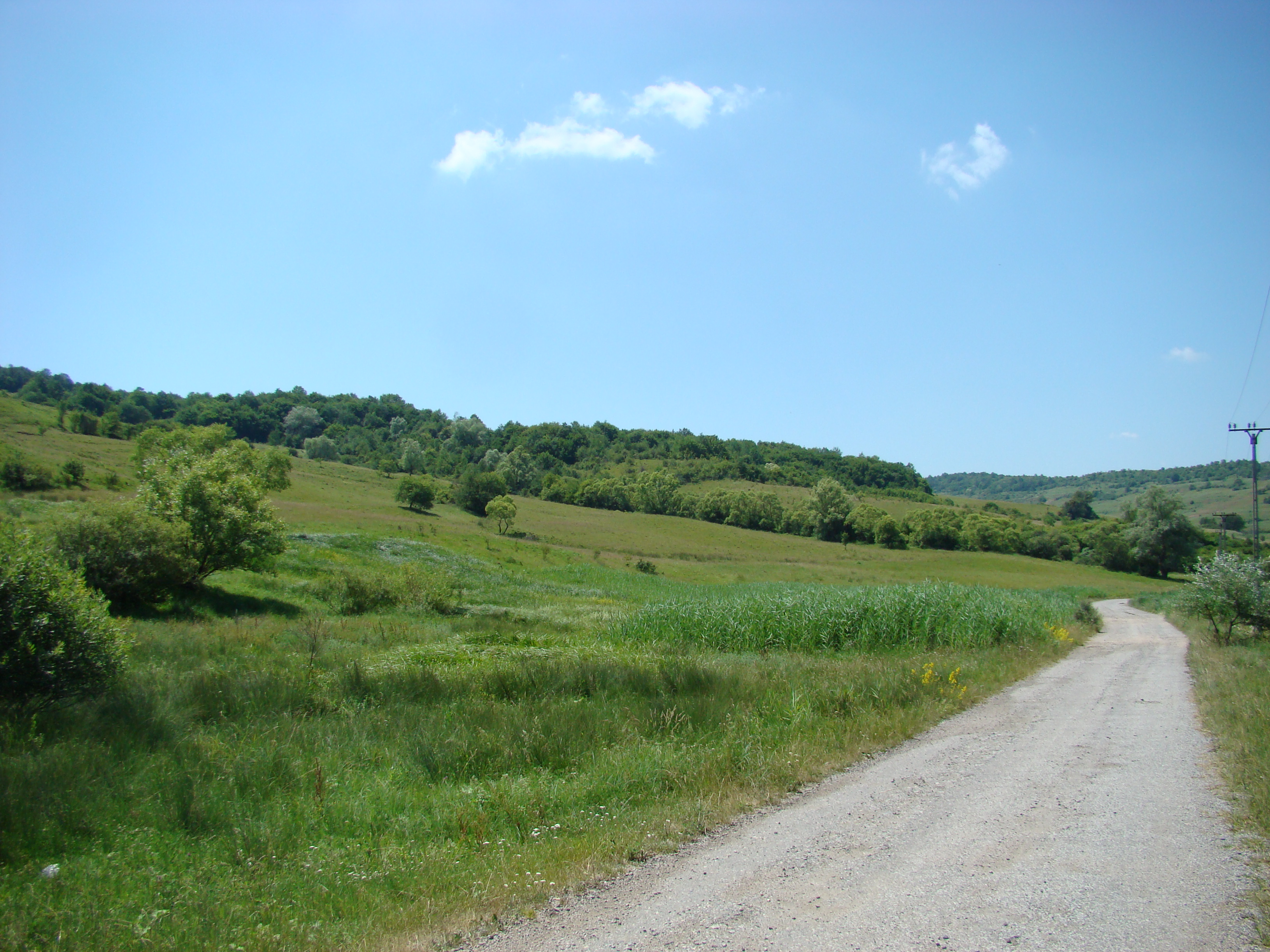
Drumul Stoboru-Bozolnic
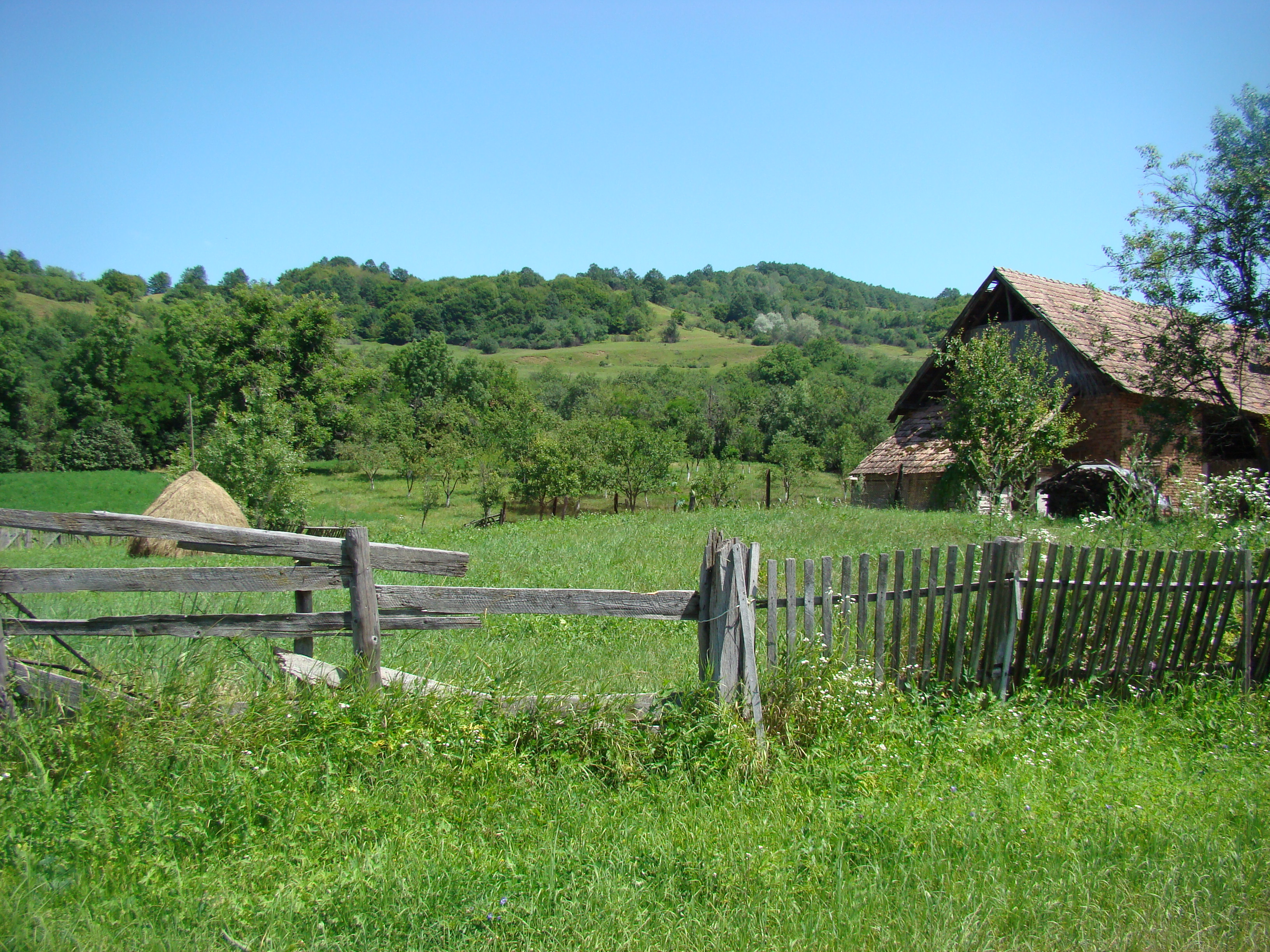
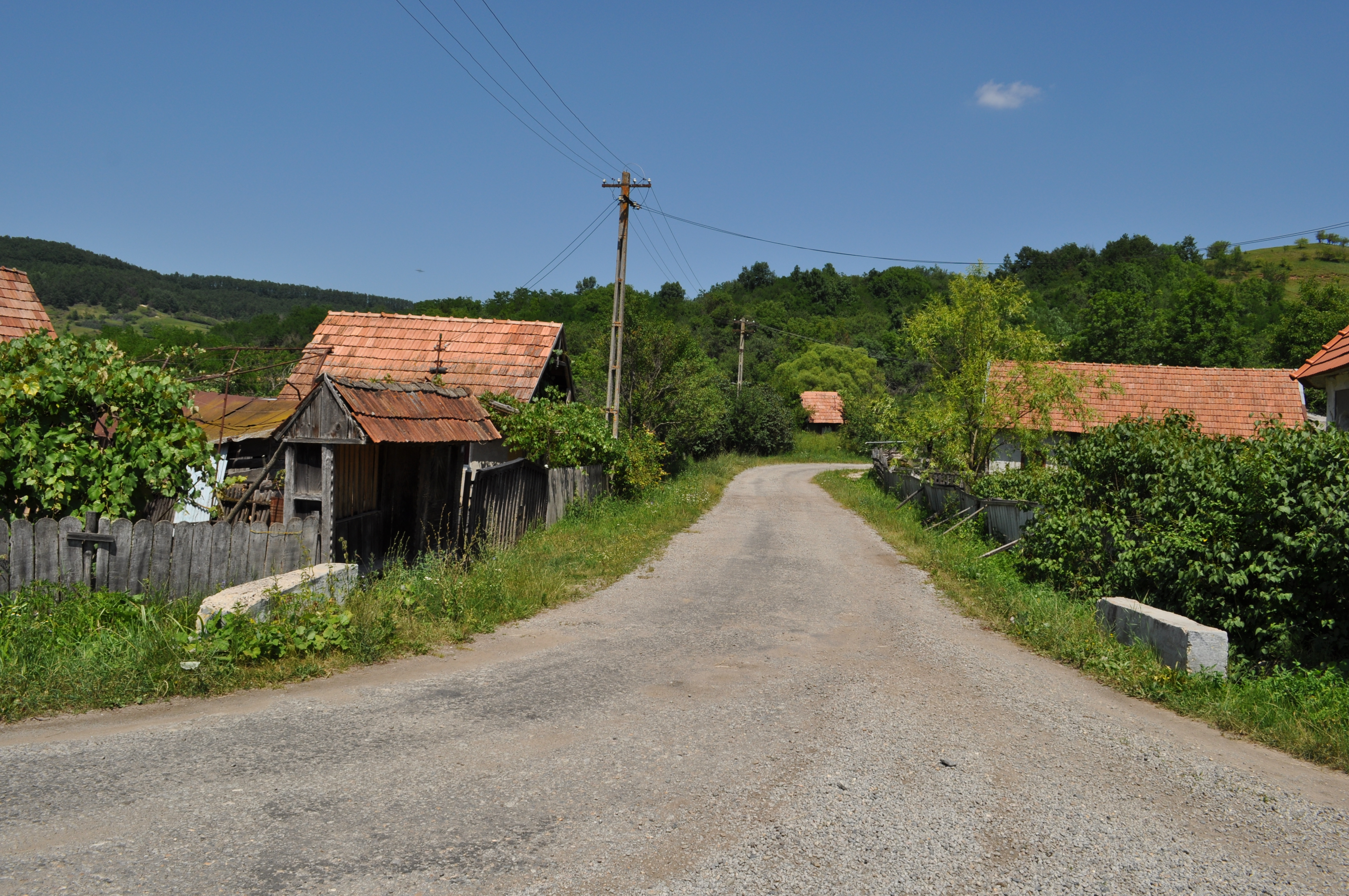
Drumul Stoboru-Cubleșu

 Acest articol despre o localitate din județul Sălaj este deocamdată un ciot. Puteți ajuta Wikipedia prin completarea lui.